# Grič pri Dobličah
Gríč pri Doblíčah je naselje v Sloveniji v Občini Črnomelj. Leži na Dolenjskem (v Beli krajini) in je del Jugovzhodne statistične regije. SV od Griča pri Dobličah se nahajajo Dobliče. Zaselki naselja vključujejo Gornji in Dolnji grič, ki je tudi vaško središče, in tudi Vidoše (v starejših zapisih Vidoši) ter Kralje. Vidoše so obcestni naselje ob cesti Bistrica–Mavrlen in so bile nekoč del naselja Doblička Gora.

## Geografija
Povprečna nadmorska višina naselja znaša 262 m. V bližini Griča pri Dobličah se nahajajo Dobliče (2,5 km) in Črnomelj (7,5 km). Vas leži pod severovzhodnim pobočjem Poljanske gore. V hribih nad vasjo je več kraških jam. Zahodno od naselja leži Grdanji skedenj (Grdan je star priimek v okolici, skedenj pa poimenovanje za majhno vodoravno kraško jamo). Nad Vidošami se nahaja jama Zjot (ali Zjod), njeno ime izhaja iz tipa tal.

## Zgodovina
Na območju Griča pri Dobličah, na vzhodnem pobočju Židovca, so leta 1941 tam taborili prvi belokranjski partizani. V spomin danes na dnu vrtače stoji obris lesenega objekta. Leta 1955 je bilo naselje preimenovano iz Grič v Grič pri Dobličah. Grič je v Sloveniji zelo pogost toponim.

## Znane osebnosti
- Katka Zupančič (1889–1967), slovenska pesnica, pisateljica, prevajalka in publicistka